# Наугольное (Луганская область)
Наугольное (укр. Наугольне) — село, относится к Сватовскому району Луганской области Украины.
Население по переписи 2001 года составляло 325 человек. Почтовый индекс — 92615. Телефонный код — 6471. Занимает площадь 2,494 км². Код КОАТУУ — 4424084502.

## Местный совет
92614, Луганська обл., Сватівський р-н, с. Оборотнівка, вул. Радянська, 37  (укр.)